# Leão Lobo
Leão Nicola Lobo (São Paulo, 1 de março de 1954), é um jornalista, apresentador de televisão e ator brasileiro.

## Biografia

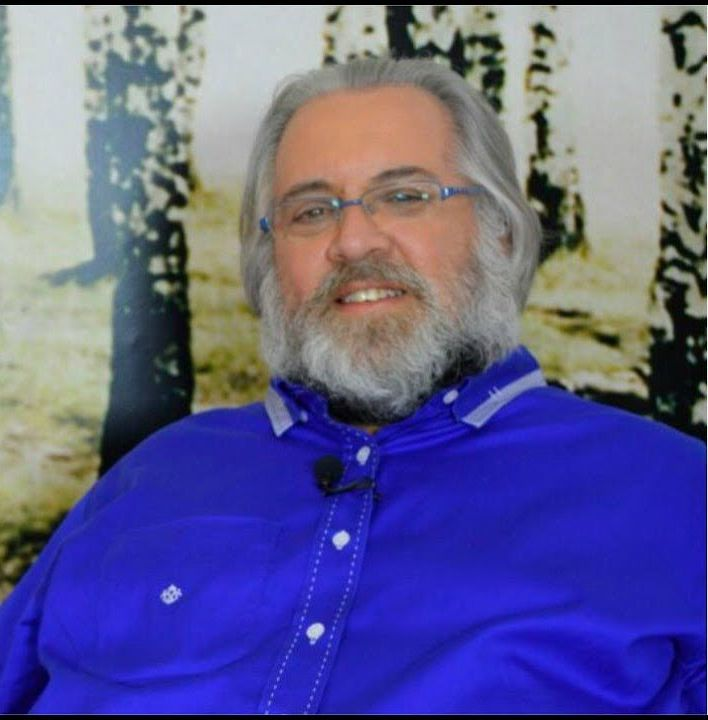
Leão Lobo em 2017

Filho e irmão de jornalistas, Leão Nicola Lobo fez uma breve passagem pelo teatro em 1973 na peça O Jardim dos Amores, com Cleyde Yáconis, antes de começar a atuar como jornalista no ano seguinte no Jornal do Bairro, de São Paulo. A partir daí, foi trabalhar em veículos como o Jornal da Tarde e a Folha da Tarde. Em 1990, estreou como colunista do Mulheres, na TV Gazeta.
Em 1991, foi convidado pelo SBT para ter um quadro de celebridades no Aqui Agora, onde permaneceu até 1996. Deste ano até 2000, apresentou o talk show Programa Leão Lobo, na extinta Rede Mulher.
Entre 2000 e 2001, Leão, na companhia da apresentadora Cláudia Pacheco, apresentou o programa Arroz, Feijão e Fofoca, na TV Gazeta, onde, como sempre, contava a vida das celebridades.
Entre 2001 e 2003, já na Band, apresentou o programa Melhor da Tarde com Astrid Fontenelle e Aparecida Liberato. Em 2004 ganhou um programa solo na emissora, o De Olho nas Estrelas, que repercutia as novidades da televisão em geral e fofocas dos famosos. O mesmo teve seu horário de exibição alterado diversas vezes, entre a faixa matinal e vespertina. De 2007 a 2008, comandou seu último trabalho na Band, o Atualíssima.
Em 2009, transferiu-se para a CNT, onde apresentou o Notícias e Mais, programa mais focado em prestação de serviço e entrevistas.
Em 2014, retornou à TV Gazeta como colunista do Revista da Cidade, ao lado da apresentadora Regiane Tápias.
Em 2016, assinou com o SBT para apresentar o programa Fofocando ao lado de outros apresentadores, que posteriormente teve seu nome alterado para Fofocalizando. Entre 2013 e 2020, também foi jurado do quadro Dez ou Mil, do Programa do Ratinho, do próprio SBT.
Em janeiro de 2021, foi recontratado pela TV Gazeta como colunista do Revista da Manhã e apresentador do Fofoca Aí.
Em 2023 passou a apresentar o programa Vou Te Contar, ao lado de Claudete Troiano na RedeTV!. No ano seguinte, com o fim do programa, foi deslocado para o TV Fama.

## Vida pessoal

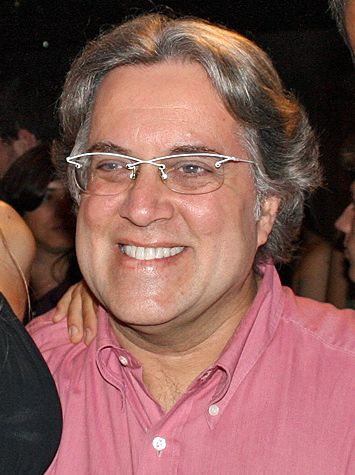
Leão Lobo

Em 1991, assumiu a paternidade de sua única filha, Ana Beatriz. Em 8 de agosto de 2015, o apresentador se tornou avô de Laura, filha de Ana Beatriz. O jornalista é publicamente homossexual e ativista da causa LGBT. Lobo também contou em entrevistas que namorou uma mulher por 1 ano e meio. Em julho de 2016, numa entrevista ao jornal Diário de S. Paulo, contou que foi vítima de estupro aos 16 anos. Em setembro de 2024, revelou que teve um caso com o ex-jogador Zeca.
Já foi processado por diversos artistas, como Susana Vieira, Danielle Winits, Thiago Lacerda e Paolla Oliveira.

## Teatro
Estrelou diversas peças de teatro, como: Aconteceu com Shirley Taylor, O Mambembe e Uma Comédia do Além.
Em maio de 2021, Leão Lobo foi anunciado como um dos atores convidados da versão brasileira do espetáculo da Broadway Spamalot, com estreia prevista para o segundo semestre de 2022. O ator foi convidado para interpretar um dos protagonistas do musical, ao lado de Beto Sargentelli e Helga Nemeczyk.

## Filmografia

### Televisão
| Ano           | Título                 | Função                                 | Emissora    |
| ------------- | ---------------------- | -------------------------------------- | ----------- |
| 1990–1991     | Mulheres               | Colunista do quadro Celebridades       | TV Gazeta   |
| 1991–1996     | Aqui Agora             | Colunista do quadro Celebridades       | SBT         |
| 1991–1996     | Show de Calouros       | Jurado                                 | SBT         |
| 1996–2000     | Programa Leão Lobo     | Apresentador                           | Rede Mulher |
| 2000–2001     | Arroz, Feijão e Fofoca | Apresentador                           | TV Gazeta   |
| 2000–2001     | Mulheres               | Apresentador                           | TV Gazeta   |
| 2001–2003     | Melhor da Tarde        | Apresentador                           | Band        |
| 2004–2007     | De Olho nas Estrelas   | Apresentador                           | Band        |
| 2005          | Floribella             | Ele Mesmo (capítulo 88–89)             | Band        |
| 2007–2008     | Atualíssima            | Apresentador                           | Band        |
| 2009–2014     | Notícias & Mais        | Apresentador                           | CNT         |
| 2012–2014     | Leão Lobo Visita       | Apresentador                           | CNT         |
| 2013–2020     | Programa do Ratinho    | Jurado do quadro Dez ou Mil            | SBT         |
| 2014–2016     | Revista da Cidade      | Colunista do quadro Mundo dos Famosos  | TV Gazeta   |
| 2016–2020     | Fofocalizando          | Apresentador                           | SBT         |
| 2021–2022     | Revista da Manhã       | Colunista do quadro Mundo dos Famosos  | TV Gazeta   |
| 2021–2022     | Fofoca Aí              | Apresentador                           | TV Gazeta   |
| 2022–2023     | Mulheres               | Colunista do quadro Hora da Fofoca     | TV Gazeta   |
| 2023–2024     | Vou Te Contar          | Colunista do quadro Nas Garras do Leão | RedeTV!     |
| 2024–presente | TV Fama                | Apresentador                           | RedeTV!     |

### Internet
| Ano           | Título            | Cargo        |
| ------------- | ----------------- | ------------ |
| 2020–presente | Leão Lobo Oficial | Apresentador |
| 2023-presente | Splash UOL        | Colunista    |